# Variació de parell
La variació de parell és un efecte freqüent a molts dissenys de motors i actuadors rotatius com els motors elèctrics i moltes altres aplicacions. Tot tenint en compte la relació de les variacions, entre el moment de forces màxim i mínim en funció del punt de rotació d'un eix. És mesura com la diferència entre el moment instantani màxim i el mínim en una revolució completa de l'eix, generalment expressat com a percentatge.

## Exemples
Un exemple comú és "moment magnètic" a causa d'asimetries lleus en el camp magnètic generat pels bobinatges d'un motor, el qual causa variacions a la reluctància depenent en la posició de rotor. Aquest efecte pot ser reduït per una selecció prudent del traçat de bobinatge del motor, o a través de l'ús del control a temps real per a la entrega de potència.